# ハヤシミドリシジミ
ハヤシミドリシジミ（林緑小灰蝶 Favonius ultramarinus）は、チョウ目（鱗翅目）シジミチョウ科ミドリシジミ亜科に属するチョウの一つ。

## 形態
ミドリシジミ類の中でもオスの翅表が青緑色になる一群の一種。オオミドリシジミ属の他種、とくにヒロオビミドリシジミと似通っており、実際戦後までヒロオビミドリシジミは本種と混同されていた。後翅の赤斑がクロミドリシジミのようにつながること、翅裏の白帯の内側にある暗色帯がやや細いことなどで判別できる。尾状突起はジョウザンミドリシジミのように長い。

## 生態
成虫は、年に1回、6月中旬から7月中旬に発生する。卵で越冬する。ゼフィルスの仲間はブナ科を広範囲に食べるが、本種はほぼカシワしか食べない。食樹の制約から分布は内陸になるが、山地性、高所性はあまり示さない。占有飛翔は早朝と夕方の2回行われる。

## 分布
国内では北海道と東北から北陸にかけて、中国山地、大分県など。淡路島・四国にはいない。
国外では中国東北部、朝鮮半島に分布している。